# Yeter
Yeter ist ein türkischer männlicher und (überwiegend) weiblicher Vorname mit der Bedeutung „Es reicht!“. Er wird vergeben, um den Wunsch nach weiteren Kindern zu verneinen, kommt aber auch als Familienname vor.

## Namensträger

### Vorname
- Yeter Göksu (* 1943), türkische Physikerin und Hochschullehrerin

### Familienname
- Burak Yeter (* 1982), türkischer Musiker, DJ und Musikproduzent
- Hanefi Yeter (* 1947), türkischer Kunstmaler